# Махмуд Хамшарі
Махмуд аль-Хамшарі (араб. محمود الهمشري; 29 серпня 1939 — 9 січня 1973) — палестинський терорист, представник організації «ОВП» у Франції, один із ватажків терористичного «Чорного вересня». Координатор теракту на мюнхенській Олімпіаді. Внаслідок операції «Гнів Божий» був серйозно поранений у своїй квартирі в Парижі, помер у лікарні.

## Життєпис
Махмуд аль-Хамшарі народився в селі Умм Халед. Під час Війни за незалежність село було покинуто, і родина Хамшарі втекла до Тулькарму. Через кілька років він поїхав до Кувейту, де знайшов роботу, а в 1962 році переїхав до Алжиру, який на той час отримав незалежність, і почав там викладати. 
У 1969 році Хамшарі переїхав до Парижа, де став представляти Організацію визволення Палестини і ФАТХ. 
Один з ватажків терористичної організації «Чорний вересень». Хамшарі брав участь у плануванні кількох нападів на Ізраїль, включаючи спробу вбити Давида Бен-Гуріона в Данії в 1969 році та напад на рейс 330 Swissair.

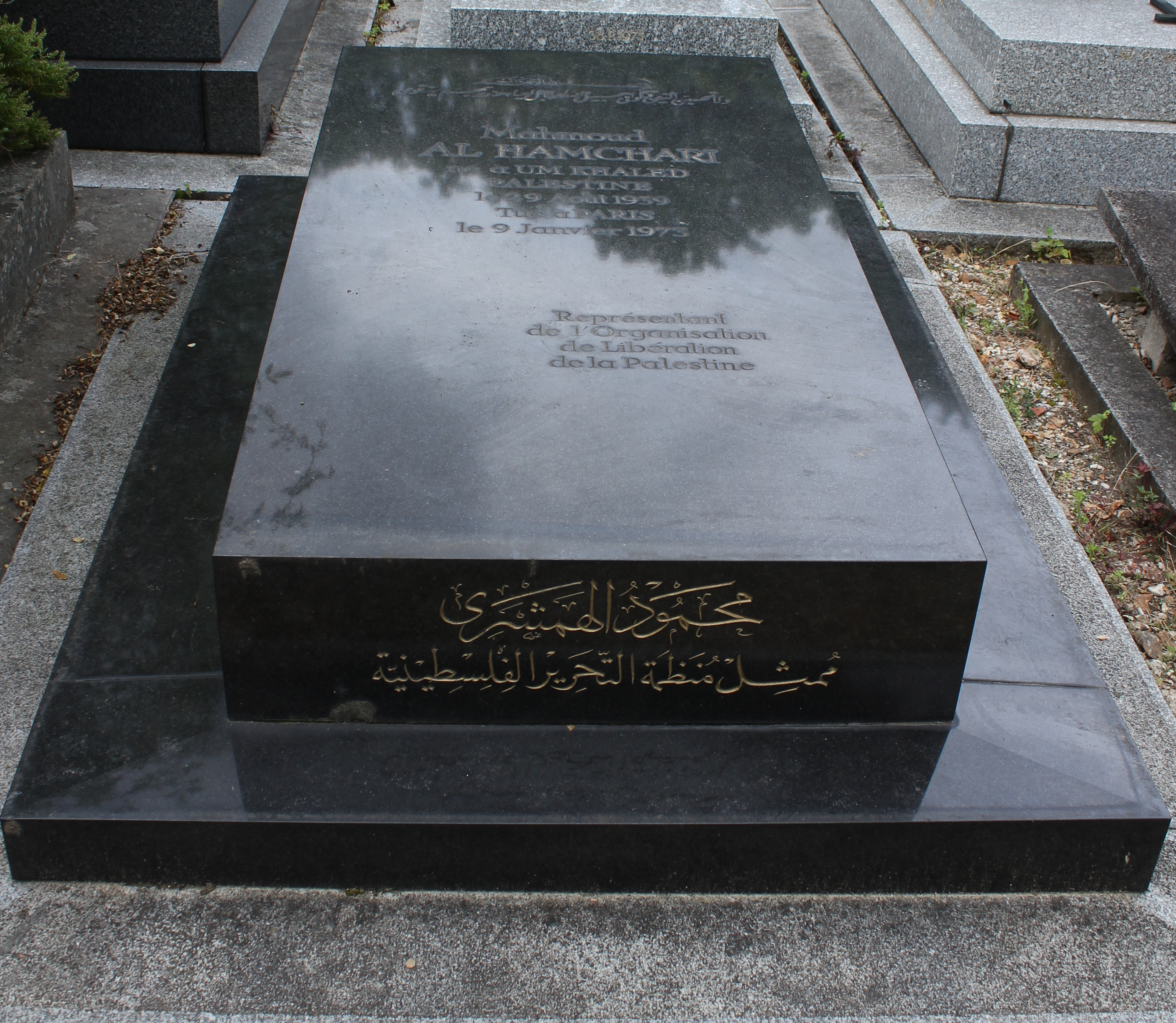
Могила Хамшарі на кладовищі Пер-Лашез, Париж

За даними Моссаду, Хамшарі був координатором теракту на мюнхенській Олімпіаді 1972 року. Внаслідок операції «Гнів Божий» зі знищення палестинських терористів з організації «Чорний вересень», Махмуд аль-Хамшарі був серйозно поранений. Це сталося після того, як бомба, закладена в його будинку, вибухнула, коли він відповідав на телефонний дзвінок. 
9 січня 1973 року помер у лікарні. Похований на кладовищі Пер-Лашез у Парижі.